# Schweizerischer Zentralflughafen Utzenstorf
Der Schweizerische Zentralflughafen Utzenstorf war ein während des Zweiten Weltkriegs ausgearbeitetes Projekt für einen interkontinentalen Flughafen in Utzenstorf, rund 23 Kilometer nördlich von Bern und 10 Kilometer südlich von Solothurn. Aufgrund massiven Widerstandes wurde das Projekt nie verwirklicht und zugunsten des Flughafens Zürich-Kloten aufgegeben.

## Geschichte
Im Jahr 1929 war bei Belp südlich von Bern der Flugplatz Belpmoos eröffnet worden. Ein weiterer Ausbau für Anflüge aus verschiedenen Windrichtungen schien jedoch aus topografischen Gründen nicht möglich. Auch war mit der Weiterentwicklung des Instrumentenlandesystems mit einer Zunahme der Flugbewegungen zu rechnen. Deshalb hielten 1938/39 die Stadt Bern und die Flugplatzgenossenschaft nach einem neuen Standort Ausschau. Die nach allen Richtungen hindernisfreie Ebene zwischen Utzenstorf, Kirchberg und Koppigen erwies sich dabei als ideal. Der Ausbruch des Zweiten Weltkriegs verzögerte zunächst weitere Planungen. 1942 erstellte die Bundesverwaltung ein Ausbauprogramm für Schweizer Zivilflughäfen, wobei einer von diesen dem interkontinentalen Verkehr dienen sollte. Die Berner Kantonsregierung trieb daraufhin das Projekt für den Zentralflughafen Utzenstorf voran und leitete es Ende 1943 an die zuständigen Bundesbehörden weiter.
Die Dimensionen des Projekts waren für die damalige Zeit riesig. In der Hauptwindrichtung (Südwest-Nordost) war eine 2800 Meter lange Hauptpiste vorgesehen, für die Querwindlagen drei Nebenpisten von je 1700 Metern Länge. Die Pisten wären durch ein ausgedehntes Rollbahnnetz mit dem L-förmigen Vorfeldbereich verbunden gewesen. Vorgesehen waren darüber hinaus ein Tower, ein Verwaltungsgebäude, ein Passagierterminal mit Hotel- und Restauranttrakt, ein Garagentrakt, ein Frachtterminal, ein Hangar, eine Werfthalle sowie Werkbauten. Die Erschliessung wäre durch zwei neu zu bauende Verbindungsstrassen zur Hauptstrasse 1 bei Kirchberg und nach Aefligen erfolgt. Ebenfalls vorgesehen war ein Bahnanschluss: Von der Emmentalbahn (Solothurn–Burgdorf) wäre bei Aefligen eine Stichstrecke abgezweigt, die zu einem Kopfbahnhof geführt hätte; auch der Frachtterminal hätte einen Anschluss ans Schienennetz erhalten. Der Flächenbedarf betrug 309 Hektaren; davon wären 132 auf Wies- und Ackerland entfallen, zusätzlich hätten 177 Hektaren Wald gerodet werden müssen. Die Gesamtkosten waren auf 88,5 Millionen Franken veranschlagt.
In der bäuerlich geprägten Lokalbevölkerung setzte heftiger politischer Widerstand gegen das Projekt ein. Im Zuge der Anbauschlacht war die landwirtschaftliche Nutzfläche in den Kriegsjahren massiv ausgeweitet worden. Die Bewohner der Region sahen nicht ein, weshalb nun ausgerechnet in dieser Krisenzeit eine der fruchtbarsten Ebenen des Mittellandes einem Grossprojekt zum Opfer fallen sollte. Widerstand gegen das Projekt gab es auch aus dem Kanton Zürich: Der Militärflugplatz Dübendorf wurde damals auch zivil genutzt und stiess an seine Kapazitätsgrenzen, weshalb die Zürcher Kantonsregierung einen Zivilflughafen planen liess. Auf Empfehlung des Bundesrates entschied sich das Parlament am 22. Juni 1945, das Zürcher Projekt vorzuziehen. Der geplante und schliesslich 1948 eröffnete Flughafen Zürich-Kloten hatte den Vorteil, dass das Gelände ein landwirtschaftlich ungenutztes Feuchtgebiet war und sich als Truppenübungsgelände schon im Besitz des Bundes befand.
Nur wenige hundert Meter östlich des nie realisierten Flughafengeländes verlaufen heute die Autobahn A1 und die Neubaustrecke Mattstetten–Rothrist der Bahn, die wichtigsten Ost-West-Verkehrsachsen der Schweiz; der Flughafen wäre also optimal erschlossen gewesen. Auch im Hinblick auf den heutigen Fluglärm-Konflikt mit Deutschland hätte der Zentralflughafen gegenüber Zürich-Kloten den Vorteil gehabt, dass er im Landesinneren liegt.
Das einzige Grossflugzeug, das jemals in Utzenstorf den Boden berührte, war eine US-amerikanische Boeing B-17 («Flying Fortress»), die am 17. August 1943 nach der Bombardierung der Messerschmitt-Werke in Regensburg (Operation Double Strike) hier notlanden musste.